# Сельки
Сельки — посёлок в Верхнеуфалейском городском округе Челябинской области России. 

## География
Посёлок находится на расстоянии примерно 11 км к северо-востоку от города Верхний Уфалей, административного центра округа. Абсолютная высота — 444 м над уровнем моря.

### Часовой пояс
Посёлок Сельки, как и вся Челябинская область, находится в часовой зоне МСК+2. Смещение применяемого времени относительно UTC составляет +5:00.

## Население
| 2002 | 2010 |
| ---- | ---- |
| 3    | ↗9   |

### Половой состав
По данным Всероссийской переписи, в 2010 году численность населения посёлка составляла 9 человек (6 мужчин и 3 женщины).

## Улицы
- ул. Культуры,
- ул. Проезжая,
- ул. Уральская[6].